# 异种移植
异种移植（xenotransplantation）又称异源移植（heterologous transplant），是将活细胞、组织或器官从一个物种移植到另一个物种的過程，属于供体与受体为不同物种之间的移植手术。此外，异种移植尚包括在肿瘤学研究中，将人类肿瘤细胞异种移植到免疫功能低下的小鼠体内的研究技术。
异种移植为人类器官衰竭提供了一种潜在的治疗方法。一个持续存在的问题是，许多动物，如猪，比人类的寿命更短，这意味着它们的组织相對於人類自身的組織會以更快的速度老化。

## 歷史
2022年1月10日，马里兰大学医学院团队实施全球首例转基因猪心移植，他們將猪心移植到一名晚期心脏病的男性患者身體中，三天后病人情况良好。